# 이와후네마치역
이와후네마치역(일본어: 岩船町駅)은 일본 니가타현 무라카미시에 위치한 동일본 여객철도 우에쓰 본선의 철도역이다. 섬식 승강장 1면 2선의 구조를 갖춘 지상역이다.

## 타는 곳
| (서측) | ■ 우에쓰 본선 | 하행 | 무라카미 방면               |
| (동측) | ■ 우에쓰 본선 | 상행 | 시바타 · 니쓰 · 니가타 방면 |

## 역 주변
- 국도 제7호선
- 이와후네 항

## 역사
- 1914년 11월 1일 : 무라카미 선 · 나카조 - 무라카미 간 개업과 동시에 개업.
- 1924년 7월 31일 : 우에쓰 선의 역이 된다.
- 1925년 11월 20일 : 지선으로 된 아카타니 선 개업에 수반해, 우에쓰 본선의 역이 된다.
- 1969년 10월 1일 : 수하물 및 소하물의 배달 취급 폐지.
- 1972년 9월 1일 : 화물의 취급, 수하물 및 소하물 취급 폐지.
- 1980년 12월 : 신역사 준공.
- 1987년 4월 1일 : 일본국유철도 분할 민영화에 의해, 동일본 여객철도가 승계.

## 인접 역
| 동일본 여객철도 우에쓰 본선 | 동일본 여객철도 우에쓰 본선 | 동일본 여객철도 우에쓰 본선 |
| --------------------------- | --------------------------- | --------------------------- |
| 히라바야시 니쓰 방면        | ■ 우에쓰 본선               | 무라카미 아키타 방면        |